# 瓊斯山 (瑪麗伯德地)
瓊斯山（英語：Mount Jones）是南極洲的山峰，位於瑪麗伯德地，屬於福特山脈中克拉里山脈的一部分，在1940年由美國研究隊發現，以地理學教授命名，現時由南極條約體系管理。